# OpenDyslexic
OpenDyslexic est une police de caractères open source destinée à faciliter la lecture pour les personnes dyslexiques. Elle a été créée par Abelardo Gonzalez et dérive de la police Bitstream Vera Sans.
Elle inclut les styles regular, gras, italique, gras-italique et monospace.

## Historique
La première version stable d'OpenDyslexic est publiée en décembre 2011.
La deuxième version est disponible en juin 2013. De nombreux ajustements sont faits, ainsi que l'ajout de la variante OpenDyslexic-Alta  incluant le « a » de style arrondi et la version monospace (à chasse fixe).

## Utilisations
OpenDyslexic est libre et gratuite et peut être utilisée sur les systèmes d'exploitation Windows, Mac OS et Linux dont PrimTux. Des extensions pour navigateur permettent de l'utiliser dans Chrome, Firefox, Opera et Safari. Elle est disponible sur différents sites web et services comme Wikipédia, Instapaper (en), ainsi que des liseuses comme le Kobo eReader, ou l'Amazon Kindle depuis février 2016.

## Études scientifiques
Deux études ont porté sur les effets de l'utilisation de polices spécialisées avec des apprenants souffrant de dyslexie.
Rello et Baeza-Yates (2013) ont enregistré les mouvements oculaires de lecteurs espagnols dyslexiques âgés de 11 à 50 ans et ont conclu qu'OpenDyslexic n'améliorait pas significativement le temps de lecture ni n'écourtait les points fixes des yeux.
Dans son rapport de master (master thesis), Leeuw (2010) a comparé les polices Arial et Dyslexie sur 21 étudiants hollandais dyslexiques et a conclu que Dyslexie n'améliorait pas la vitesse de lecture mais pouvait aider sur des erreurs liées à la dyslexie.